# Taedium vitae

Taedium vitae (în latină: dezgust de viață, oboseală de viață) este un termen inventat de filozoful stoic roman Seneca, care înseamnă în psihanaliză pierderea sau diminuarea bucuriei de a trăi în urma apariției unui complex de sindroame depresive.
Goethe tratează senzația taedium vitae ca o parte a propriei atitudini față de viață și ca fenomen specific epocii sale în romanul Suferințele tânărului Werther (1774) și în scrierea autobiografică Poezie și adevăr (1811-1833).
Taedium vitae este, de asemenea, titlul unei povestiri a lui Hermann Hesse (1908) și al unui poem al lui Oscar Wilde.